# Zygopetalum brachypetalum
Giai cầu lá ngắn (danh pháp hai phần: Zygopetalum brachypetalum) là một loài thực vật có hoa trong họ Lan. Loài này được Lindl. miêu tả khoa học đầu tiên năm 1844.